# Karijera
Karijera označava put povezan s radnom okolinom, kojim se postupno dolazi do položaja veće odgovornosti i moći. Postoji mnogo načina za definiranje karijere, a pojam se koristi na različite načine.

## Definicije
Oxfordski rječnik engleskog jezika definira riječ "karijera" kao napredovanje kroz život (ili određeni dio života). Ova se definicija odnosi na "karijeru" kao niz aspekata života, učenja i rada pojedinca. Druga uporaba pojma "karijera" opisuje zanimanje ili profesiju koja obično uključuje specijaliziranu obuku ili formalno obrazovanje; U ovom slučaju, "karijera" se promatra kao niz povezanih poslova koji se obično obavljaju unutar jedne industrije ili sektora: na primjer, može se govoriti o "karijeri u obrazovanju", "karijeri u kriminalu" ili "karijera u građevinskoj struci". Karijeru su organizacijski istraživači definirali kao "radna iskustva pojedinca i druga relevantna iskustva, unutar i izvan organizacije, koja tvore jedinstveni obrazac tijekom životnog vijeka pojedinca".

## Etimologija
Riječ "karijera" u konačnici dolazi od latinske riječi „carus”, koja se odnosi na kočiju. Semantički nastavak kojim je "karijera" značila "tijek nečijeg javnog ili profesionalnog života" pojavljuje se od 1803. godine.
Do kasnog 20. stoljeća, širok raspon varijacija (osobito u rasponu potencijalnih zanimanja) i raširenije obrazovanje omogućili su da postane lakše planirati ili osmisliti karijeru: u tom pogledu karijere karijernog savjetnika i savjetnici za karijeru imaju povećan obim posla. Također nije neuobičajeno da odrasli u kasnom 20./ranom 21. stoljeću imaju dvostruke ili višestruke karijere, bilo uzastopno ili istovremeno. Stoga su profesionalni identiteti postali spojeni ili hibridizirani kako bi odražavali ovu promjenu u radnoj etici. Ekonomist Richard Florida primjećuje ovaj trend općenito i konkretnije među "kreativnom klasom".